# Brandon Knight
Brandon Emmanuel Knight (Miami, Flórida, 2 de dezembro de 1991) é um jogador profissional de basquetebol norte-americano que atualmente joga pelo Detroit Pistons na National Basketball Association (NBA).
Knight jogou basquete universitário no Kentucky Wildcats e foi selecionado pelo Detroit Pistons como a 8° escolha geral no Draft da NBA de 2011. Além dos Pistons, ele jogou no Milwaukee Bucks, Phoenix Suns e Houston Rockets.

## Carreira no ensino médio
Nascido em Miami, Flórida, Knight frequentou a Pine Crest School em Fort Lauderdale, Flórida. Em seu terceiro ano, ele teve uma média de 31,2 pontos, 8,2 rebotes, 5,6 assistências e 3,2 roubadas de bola. Em seu último ano, ele teve uma média de 32,5 pontos, 8,6 rebotes e 4 assistências. 
Ele foi nomeado Jogador Nacional do Ano nos dois anos, além de ganhar o prêmio de Atleta do Ano no High School em 2010. Ele levou Pine Crest aos títulos estaduais em 2008 e 2009.
Classificado como o 3° melhor Armador e o 6° melhor jogador da classe de 2010 pela Rivals.com, Knight assumiu um compromisso verbal com a Universidade de Kentucky em abril de 2010.

## Carreira na faculdade
Knight obteve média de 17,3 pontos, 4,0 rebotes e 4,2 assistências em 38 jogos como calouro do Kentucky Wildcats. Ele estabeleceu recordes de calouros em Kentucky em pontos marcados (657), cestas de três pontos (87) e mais jogos de 20 pontos em uma temporada (14).
Em abril de 2011, Knight se declarou o Draft da NBA, renunciando aos seus últimos três anos de elegibilidade para a faculdade.

## Carreira profissional

### Detroit Pistons (2011-2013)

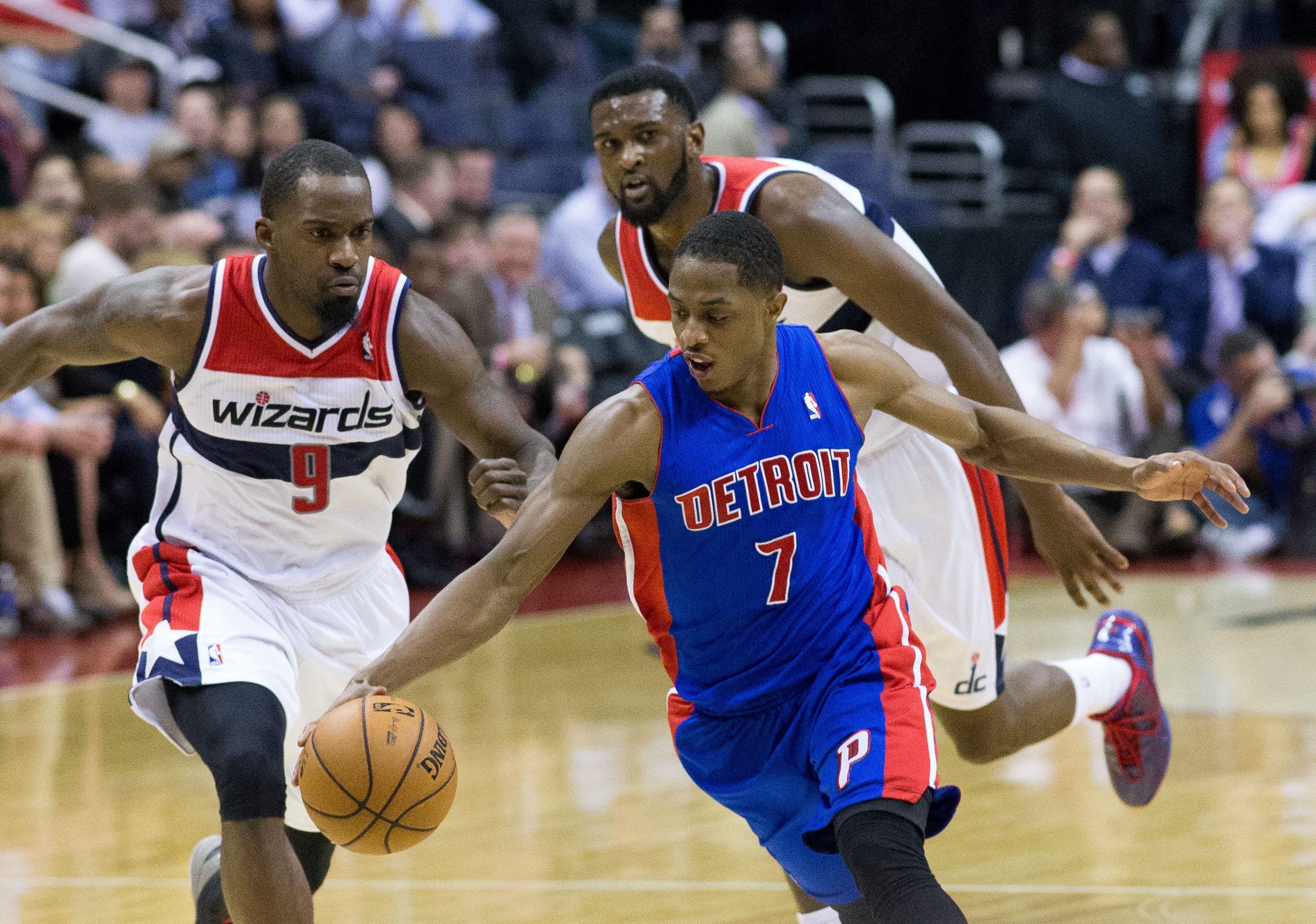
Knight com os Pistons em fevereiro de 2013

Knight foi selecionado pelo Detroit Pistons como a 8° escolha geral no Draft da NBA de 2011.
Em maio de 2012, ele foi selecionado para a Primeira-Equipe de Novatos da NBA, tornando-se o primeiro novato dos Pistons desde Grant Hill (1994–95) a ser nomeado para a Primeira-Equipe de Novatos. Os 847 pontos de Knight foi a segunda maior marca de um novato dos Pistons desde a temporada de 1985-86 e seus 12,8 pontos por jogo foram a quarta maior média por um novato dos Pistons desde a temporada de 1980-81.
Knight jogou em 141 jogos em duas temporadas com o Detroit e teve médias de 31.9 minutos, 13,1 pontos, 3,2 rebotes e 3,9 assistências. 
Seu melhor jogo pelos Pistons foi em uma derrota para o Brooklyn Nets por 107-105 em 14 de dezembro de 2012. Em 47 minutos, ele fez 32 pontos, 7 rebotes e 12 assistências.

### Milwaukee Bucks (2013-2015)
Em 31 de julho de 2013, Knight foi negociado, juntamente com Khris Middleton e Viacheslav Kravtsov, para o Milwaukee Bucks em troca de Brandon Jennings.
A primeira temporada de Knight em Milwaukee começou com uma lesão no tendão no jogo de abertura da temporada, em 30 de outubro, limitando-o a apenas dois minutos naquela noite e forçando-o a perder oito dos próximos 10 jogos. 
Ele desfrutou da temporada mais produtiva em seus três anos como profissional, tornando-se o segundo jogador nos 46 anos de história da franquia a liderar a equipe em pontuação (1.291 pontos) e em assistências (352) durante sua primeira temporada com a equipe.

### Phoenix Suns (2015–2018)
Em 19 de fevereiro de 2015, Knight foi negociado, juntamente com Kendall Marshall, para o Phoenix Suns em uma negociação de três equipes também envolvendo o Philadelphia 76ers.
Ele perdeu tempo de jogo em março com uma lesão no tornozelo esquerdo, antes de perder a conclusão da temporada com uma contusão no osso do calcanhar esquerdo que exigia cirurgia.
Em 17 de julho de 2015, Knight re-assinou com o Suns em um contrato de cinco anos e US $ 70 milhões. Em 16 de novembro, ele registrou seu primeiro triplo-duplo da carreira com 30 pontos, 10 rebotes e 15 assistências em uma vitória de 120-101 sobre o Los Angeles Lakers. Knight se tornou o quarto jogador, desde que os roubos de bola se tornaram estatísticas oficiais na temporada de 1973-74, a registrar um triplo-duplo com pelo menos 30 pontos, 15 assistências, 10 rebotes e quatro roubadas de bola, juntando-se a Pete Maravich, Magic Johnson e Russell Westbrook.
Em 3 de abril, ele foi descartado pelo resto da temporada com a mesma tensão adutora esquerda que o manteve fora por sete semanas no início da temporada. Cinco dias depois, ele foi submetido a uma cirurgia bem-sucedida para tratar a hérnia esportiva.
Knight perdeu toda a temporada de 2017-18, depois de sofrer uma lesão no Ligamento cruzado anterior do joelho esquerdo em julho de 2017.
Knight jogou em 169 jogos em três temporadas com o Phoenix e teve médias de 29.9 minutos, 15.9 pontos, 3.3 rebotes e 4.3 assistências. 

### Houston Rockets (2018–2019)
Em 31 de agosto de 2018, Knight foi negociado, junto com Marquese Chriss, para o Houston Rockets em troca de Ryan Anderson e De'Anthony Melton.
Apesar de tentar reabilitar sua carreira na temporada de 2018-19, Knight foi descartado indefinidamente antes da temporada começar depois que sua cirurgia foi infectada durante a entressafra.
Em 30 de novembro, ele foi designado para o Rio Grande Valley Vipers da G-League em uma missão de reabilitação. Ele jogou pelos Vipers naquela noite, registrando 16 pontos e cinco assistências em 22 minutos contra o Salt Lake City Stars, antes de ser chamado pelo Rockets em 1º de dezembro.
Em 13 de dezembro, ele estreou pelos Rockets, gravando uma assistência e um rebote em quatro minutos em uma vitória de 126-111 sobre o Los Angeles Lakers, marcando seu primeiro jogo desde 15 de fevereiro de 2017. Ele jogou 12 jogos pelos Rockets, com sua última aparição no dia 11 de janeiro contra o Cleveland Cavaliers.

### Cleveland Cavaliers (2019 – Presente)
Em 7 de fevereiro de 2019, Knight foi adquirido pelo Cleveland Cavaliers em uma negociação de três equipes envolvendo os Rockets e o Sacramento Kings.
Ele estreou dois dias depois, marcando nove pontos em pouco menos de 12 minutos em uma derrota por 105-90 para o Indiana Pacers.

## Estatística na NBA

### Temporada Regular
| Ano      | Time      | PJ  | MPJ  | AP   | 3P   | LL   | RT  | AS  | BR  | TO | PPJ  |
| -------- | --------- | --- | ---- | ---- | ---- | ---- | --- | --- | --- | -- | ---- |
| 2011–12  | Detroit   | 66  | 32.3 | .415 | .380 | .759 | 3.2 | 3.8 | .7  | .2 | 12.8 |
| 2012–13  | Detroit   | 75  | 31.5 | .407 | .367 | .733 | 3.3 | 4.0 | .8  | .1 | 13.3 |
| 2013–14  | Milwaukee | 72  | 33.3 | .422 | .325 | .802 | 3.5 | 4.9 | 1.0 | .2 | 17.9 |
| 2014–15  | Milwaukee | 52  | 32.5 | .435 | .409 | .881 | 4.3 | 5.4 | 1.6 | .2 | 17.8 |
| 2014–15  | Phoenix   | 11  | 31.5 | .357 | .313 | .828 | 2.1 | 4.5 | .5  | .1 | 13.4 |
| 2015–16  | Phoenix   | 52  | 36.0 | .415 | .342 | .852 | 3.9 | 5.1 | 1.2 | .4 | 19.6 |
| 2016–17  | Phoenix   | 54  | 21.1 | .398 | .324 | .857 | 2.2 | 2.4 | .5  | .1 | 11.0 |
| 2018–19  | Houston   | 12  | 9.8  | .234 | .156 | .818 | .8  | .8  | .2  | .0 | 3.0  |
| 2018–19  | Cleveland | 27  | 22.9 | .413 | .371 | .783 | 1.9 | 2.3 | .7  | .1 | 8.5  |
| Carreira | Carreira  | 421 | 30.1 | .413 | .354 | .812 | 3.2 | 4.0 | .9  | .2 | 14.5 |

### Universitário
| Ano     | Time     | PJ | MPJ  | AP   | 3P   | LL   | RT  | AS  | BR | TO | PPJ  |
| ------- | -------- | -- | ---- | ---- | ---- | ---- | --- | --- | -- | -- | ---- |
| 2010–11 | Kentucky | 38 | 35.9 | .423 | .377 | .795 | 4.0 | 4.2 | .7 | .2 | 17.3 |

Fonte: